# Глущенко, Михаил Иванович
Михаил Иванович Глущенко (род. 7 мая 1957, Алма-Ата, Казахская ССР, СССР) — российский политик и бизнесмен, депутат Государственной думы второго созыва, один из лидеров Тамбовской организованной преступной группировки, в прошлом — спортсмен и тренер по боксу. Приговорён к 24 годам лишения свободы по обвинению в вымогательстве в особо крупных размерах (1 марта 2012) и за организацию тройного убийства на Кипре (24 марта 2004). Один из организаторов убийства Галины Старовойтовой (20 ноября 1998).

## Биография
Родился 7 мая 1957 года в городе Алма-Ата.
Учился в школах № 1, № 2 и № 52 города Алма-Ата.
Занимался боксом в юношеских и взрослых секциях Казахской ССР, выступал в весовой категории до 60 килограмм в республиканских и всесоюзных соревнованиях.
В 1976 году в возрасте 19 полных лет получил звание мастера спорта СССР международного класса по боксу, к тому времени выиграл пять международных турниров в странах Европы и Азии (четыре 1-х места, одно — 4-е место).
В 1977 году поступил в Алма-Атинский Государственный институт физической культуры и спорта.
В 1979 году М. И. Глущенко был осужден за участие в групповом изнасиловании несовершеннолетней (статья 101 часть 3 Уголовного кодекса Казахской ССР) и приговорён к восьми годам лишения свободы. Однако в том же году после проведения судебно-психиатрической экспертизы в Центральном НИИ судебной психиатрии имени Сербского в Москве М. И. Глущенко был признан невменяемым и направлен на принудительное лечение в Межреспубликанскую психиатрическую больницу № 1 специального типа МВД Казахской ССР. На принудительном лечении М. И. Глущенко находился до января 1982 года.
В 1982 году переехал в Ленинград, где учился в Ленинградском технологическом институте холодильной промышленности. Окончил институт по специальности «машины и аппараты пищевых производств», квалификация — «инженер-механик».
В Ленинграде официально работал тренером по боксу в спортивном обществе «Трудовые резервы». Заслуженный тренер Российской Федерации. Основатель российской федерации французского бокса «Сават», вице-президент городской ассоциации ветеранов бокса.
В 1980-е годы М. И. Глущенко в Ленинграде начал заниматься рэкетом, был известен под прозвищем «Тренер». Позднее он стал активным участником криминальных войн, в конце 1980-х являлся одним из лидеров «тамбовской» организованной преступной группировки, по данным «Новых Известий», среди «тамбовских» был известен как «Миша-Хохол».
7 апреля 1993 года пережил покушение, при этом был тяжело ранен, а два сопровождавших его человека тоже получили ранения..
Занимался бизнесом — в 1992—1993 годах работал заместителем генерального директора АО «Ависта». Совладелец холдинга «Норд» — мебельная фабрика «Ладога», рестораны «Нева» и «Метрополь», клуб «Голливудские ночи».
В 1993 году назначен помощником депутата Государственной думы ФС РФ Владимира Жириновского.
В 1995 году избран депутатом Государственной думы второго созыва от партии ЛДПР. Работал в Комитетах Госдумы по обороне и геополитике. Являлся автором ряда одобренных законов и законопроектов, в том числе предусматривавших изменения в Уголовном кодексе РФ и Кодексе об административных правонарушениях РФ по вопросам охраны континентального шельфа и исключительной экономической зоны Российской Федерации, ужесточение ответственности за контрабанду, внесение поправок в Федеральный закон «Об основах государственной службы РФ», введение лимита кредитного процента и правил использования национально-исторической символики в предпринимательской деятельности. Владимир Жириновский заявлял, что М. И. Глущенко «политической деятельностью не занимался, в Думе бывал редко».

## Арест
В июне 2009 года задержан при обмене паспорта. После задержания по заявлению Сергея Шевченко Следственным комитетом возбуждено уголовное дело об убийстве в марте 2004 года на Кипре трёх россиян — Юрия Зорина, Виктории Третьяковой и компаньона Михаила Глущенко по бизнесу, экс-депутата Госдумы Вячеслава Шевченко. В рамках этого дела Куйбышевский суд Петербурга выдал санкцию на арест. В дальнейшем обвинение в убийстве судом не рассматривалось — Сергей Шевченко изменил показания и с 2011 года Михаила Глущенко начали судить за вымогательство у Шевченко по телефону крупной суммы денег (согласно показаниям свидетелей обвинения, от $10 млн до $100 млн.). Подсудимый не признавал себя виновным и утверждал, что причиной ареста стало желание потерпевшего Шевченко закрепить результаты имущественного передела, в ходе которого у М. И. Глущенко была отнята доля в общем бизнесе — холдинге «Норд» (недвижимость на Невском проспекте и другие активы в Санкт-Петербурге).

## Свидетельские показания
Михаил Глущенко был привлечён к суду за вымогательство неустановленной суммы у братьев Сергея и Вячеслава Шевченко. При этом ранее неоднократно судимый Сергей Шевченко, выступающий в роли потерпевшего, изначально отрицал наличие деловых связей с обвиняемым. По мнению стороны защиты, Глущенко участвовал в бизнесе братьев Шевченко в качестве полноправного третьего партнёра. В частности, согласно реестру акционеров Ирине Глущенко принадлежало ОАО «Ладога» — до того момента, пока акции этого крупнейшего предприятия таинственным образом были оформлены на кипрский офшор «Несторг КО Лтд.» Этот офшор находился под контролем Сергея Шевченко, затем, со слов потерпевшего, компания была ликвидирована.
12 января 2012 года показания по делу Михаила Глущенко дали депутат Законодательного Собрания Санкт-Петербурга IV созыва Елена Бабич и депутат Законодательного Собрания Ленинградской области I—III созывов Владимир Леонов. Елена Бабич подтвердила, что думские парламентарии Глущенко и Вячеслав Шевченко были не только товарищами по ЛДПР и Думе, но и компаньонами по бизнесу. Ранее Бабич работала помощником Шевченко. Последний, согласно показаниям, в 1995 году познакомил её с Михаилом Глущенко, представив его как близкого друга и делового партнёра. Из разговоров Шевченко и Глущенко свидетельница узнала, что оба депутата управляют совместными коммерческими проектами. Речь шла о торговле итальянской бижутерией, гастролях фокусника Дэвида Копперфильда, скрипачки Ванессы Мэй, немецкой группы Scooter и других зарубежных артистов, инвестициях в петербургский клуб «Голливудские ночи». По рассказу Бабич, для запуска клуба «Голден Долз» Глущенко привлёк двоюродного племянника мэра Санкт-Петербурга — бизнесмена Александра Собчака.
Из разговоров Шевченко и Глущенко Бабич так же узнала, что мебельная фабрика «Ладога» — их общее предприятие. Защитник Михаила Глущенко продемонстрировал свидетелю фотографии комплекса зданий ОАО «Ладога» на 12-й Красноармейской улице, на которых свидетельница уверенно опознала данное предприятие.
Депутат Владимир Леонов показал, что Михаил Глущенко в 1999 году сотрудничал с ним на выборах в Госдуму, в которых они участвовали по одному округу. В дальнейшем Глущенко консультировался у Леонова, по специальности инженера и производственника, по вопросам организации работы своих предприятий — керамического завода в посёлке Никольское, куда Глущенко вложил $5 млн, и мебельной фабрики «Ладога». Леонов рассказал, что Глущенко водил его по цехам «Ладоги», где работники здоровались с Глущенко, как с хозяином компании, и вспомнил, что собеседник жаловался ему на партнёров — братьев Вячеслава и Сергея Шевченко, не желавших вкладывать в производство необходимые капиталы. В тот момент Вячеслав Шевченко, со слов Глущенко, бежал за границу, так как находился в розыске.
20 января 2012 года состоялось очередное заседание по делу Глущенко, где также были заслушаны свидетельские показания. Настоятель шлиссельбургского храма Рождества Иоанна Предтечи игумен Евстафий показал, что в 1999−2008 годах поддерживал связь с Михаилом Глущенко, который несколько раз вносил крупные пожертвования на восстановления храмов Иоанна Предтечи в Старой Ладоге, Святой Ольги в Михайловке и апостолов Петра и Павла в Знаменке, а также снабжал церковные помещения мебелью со складов своей фабрики «Ладога». Игумен вспомнил, что в 2003 году встречался с Глущенко как на «Ладоге», так и в ресторане «Голливудские ночи», которым Глущенко, как и фабрикой «Ладога», владел вместе с Вячеславом и Сергеем Шевченко.
Отец Евстафий отметил, что, несмотря на просьбы депутата, отказался благословить этот ресторан, клуб, бутики и казино, организованные Глущенко в том же здании на Невском проспекте. Это решение священника было вызвано тем, что он считал проводящиеся там концерты и азартные игры несовместимыми с православной жизнью. В ответ Глущенко, по словам игумена, признался, что не может бросить подобный бизнес и сосредоточиться на производстве, так как уже вложил в данные проекты огромные средства.
По словам отца Евстафия, прихожанин за все годы помощи храмам ни разу не просил о рекламе своих даров. Из разговоров с ним отец Евстафий вынес мнение, что Глущенко довольно насмешливо и неодобрительно настроен ко всем тем богатым людям, которые требовали вырезать свои имена на колоколах и других церковных предметах, изготавливаемых на их деньги, публично кичились своей верой.
Вслед за игуменом Евстафием в качестве свидетеля защиты выступила музыкальный промоутер Анна Резник — организатор концертов лидеров западной популярной музыки, в том числе российской продюсер Майкла Джексона. Свидетель показала, что Глущенко, Вячеслав и Сергей Шевченко были бизнес-партнёрами. Впервые Глущенко обратился к Резник с целью организации в России гастролей известного иллюзиониста Дэвида Копперфильда. Резник отметила что авансирование тура было оплачено Глущенко через заграничный счёт его коллеги по Госдуме, ныне покойного депутата от ЛДПР Михаила Монастырского. Так же свидетель показала, что далее Глущенко инвестировал порядка 30 гастролей известных мировых величин и на личные средства купил звуковую аппаратуру для клуба «Голливудские Ночи».
Впоследствии подсудимый организовал фирму «Саунд-Про», через которую создавались «Голливудские ночи», занимающуюся звуковым и световым оборудованием, затем возникла и вторая аналогичная компания (речь идёт об управлявшей клубом компании «Звук-Ультра», учреждённой Глущенко). Свидетель отметила, что у Глущенко были планы открыть концертный клуб на известном средиземноморском острове Ивиса с целью организации фестивалей электронной музыки, но открытию помешала гибель его партнёра, Вячеслава Шевченко. После отъезда Глущенко за границу клуб «Голливудские Ночи» стал нести серьёзные убытки, так как братья Шевченко, по словам Резник, были далеки от концертной деятельности ввиду «своей ментальности». В итоге клуб закрылся.
Анна Резник категорически отвергла версию о том, что Глущенко обеспечивал защиту Шевченко от криминала и брал с них деньги за «крышу». По её словам, Шевченко не нуждались ни в какой «крыше», так как их служба безопасности могла «урыть» кого угодно.

## Приговор
1 марта 2012 года Куйбышевский районный суд Санкт-Петербурга приговорил М. И. Глущенко к 8 годам лишения свободы в колонии строгого режима и штрафу в размере 300 тысяч рублей по обвинению в вымогательстве в особо крупных размерах. Сторона, представляющая Сергея Шевченко-младшего (Вячеслав Шевченко-старший восемь лет назад убит на Кипре, что также инкриминируется Михаилу Глущенко), считает приговор несправедливо мягким с учётом личности обвиняемого и тяжести содеянного. Михаилу Глущенко продолжает инкриминироваться убийство Вячеслава Шевченко, Юрия Зорина и Валентины Третьяковой.
23 января 2025 Приморский районный суд Санкт-Петербурга приговорил Глущенко к лишению свободы на срок 18 лет по делу о тройном убийстве Вячеслава Шевченко, Юрия Зорина и Виктории Третьяковой. По совокупности срок заключения с учётом ранее вынесенного приговора составит 24 года.

## Дело об убийстве Галины Старовойтовой
Осуждённый в качестве организатора произошедшего в 1998 году убийства депутата Госдумы РФ Галины Старовойтовой бывший прапорщик Главного разведывательного управления (ГРУ) Юрий Колчин, находясь в колонии строгого режима, назвал М. И. Глущенко заказчиком этого убийства. Однако следствие первоначально не нашло других доказательств причастности М. И. Глущенко к этому преступлению. По другим свидетельствам, заказчика в деле Г. В. Старовойтовой не было вовсе, а наводчиком был совсем другой человек.
8 ноября 2013 года М. И. Глущенко было официально предъявлено обвинение в соучастии в организации убийства Старовойтовой.
24 апреля 2014 года М. И. Глущенко сознался в убийстве Г. В. Старовойтовой, дал подробные показания об организации и подготовке этого преступления. Он также назвал и второго соучастника убийства, который ранее не фигурировал в материалах дела. 26 марта 2015 М. И. Глущенко заключил сделку со следствием и согласился дать показания на заказчиков преступления.
Обвиняемый в убийстве Г. В. Старовойтовой М. И. Глущенко заключил досудебное Соглашение о признании вины со следствием и назвал заказчиком убийства Владимира Барсукова. В апреле 2015 года М. И. Глущенко прошёл проверку на полиграфе, в ходе исследования его показания подтвердились.
28 августа 2015 года Октябрьским районным судом М. И. Глущенко был признан виновным в организации убийства и приговорён к 17 годам лишения свободы в колонии строгого режима со штрафом 300 тысяч рублей.

## Медицинское состояние
В 2002 году получил инвалидность, включая гипертоническую болезнь. В 2011 году имел диагноз: «гипертоническая болезнь 3-й степени», «артериальная гипертензия 3-й степени», «нуждается в экстренной госпитализации». С большинства заседаний суда вывозился реанимационными бригадами и автомобилями «скорой помощи».
Наблюдатели и СМИ обращали внимание на успешную имитацию со стороны М. И. Глущенко психической неустойчивости и его манипуляции с бывшим начальником тюремной больницы имени Гааза полковником внутренней службы Александром Коробченко.

## Семья
Женат на Ирине Владимировне Глущенко с 1988 года. От брака есть сын.

## Спортивные звания
- Мастер спорта СССР международного класса по боксу.
- Заслуженный тренер Российской Федерации.

## Награды
- Медаль ООН за участие в миротворческой миссии в Югославии[39].